# Rebellenoffensief in Syrië (2024)
Het rebellenoffensief in Syrië betreft een aanval van Syrische oppositiegroepen aangevoerd door Hayat Tahrir al-Sham (HTS), tegen de de pro-regeringstroepen van het Syrisch-Arabisch Leger (SAA). Het offensief begon op 27 november 2024 en maakt deel uit van een breder offensief. Het wordt door HTS aangeduid als 'Afschrikking van Agressie'. Het initiatief werd genomen als vergelding voor de toegenomen beschietingen door het Syrische leger op het platteland van westelijk Aleppo. Dit markeerde de eerste grootschalige aanval van oppositietroepen sinds de inwerkingtreding van het staakt-het-vuren in Idlib in maart 2020. Uiteindelijk leidde de aanval tot de val van Damascus op 8 december 2024, wat het einde van het regime van president Bashar al-Assad betekende.

## Achtergrond
Sinds de wapenstilstandsovereenkomst in Idlib van maart 2020 hadden er geen grootschalige confrontaties tussen oppositie- en regeringsgezinde troepen in Noordwest-Syrië. Vanaf mei 2022 deden zich echter sporadisch kleinschalige infiltratie- en sluipschuttersaanvallen voor, voornamelijk uitgevoerd door groeperingen gelieerd aan Hay'at Tahrir al-Sham (HTS).
In oktober 2024 kwam een grootschalige mobilisatie van zowel HTS als regeringstroepen op gang op het platteland in het westen van het gouvernement Aleppo. Naar verluidt had HTS de voorbereidingen voor een grootschalig offensief tegen regeringstroepen in de stad Aleppo verder geïntensiveerd. Op 26 november 2024 volgde een aanval van regeringstroepen op de door de oppositie gecontroleerde stad Arihah, waarbij 16 mensen om het leven kwamen of gewond raakten.
De bondgenoten van president  Assad waren fel verzwakt, waardoor ze amper hulp konden bieden aan de regeringstroepen tegen de rebellen. Rusland was sinds 2022 in oorlog met Oekraïne. Iran en Hezbollah zaten in 2024 in hevige militaire conflicten met Israël.

## Chronologie

### 27 november
Op 27 november 2024 maakte Hay'at Tahrir al-Sham (HTS) bekend een offensief te hebben gelanceerd onder de naam 'Afschrikking van Agressie', gericht tegen pro-regeringstroepen in het westelijke gouvernement Aleppo. Tijdens de eerste tien uur van de operatie wist HTS 17 steden en dorpen op de regeringstroepen te veroveren, waaronder Sheikh Aqil, Anjara, Bala, Hair Darkal, Qabtan al-Jabal, al-Saloum, Jam'iyat al-Ma'arri, al-Qasimiyah, Kafr Basin, Hawr en Ajil. Daarnaast omsingelde HTS de kazerne van het 46e regiment van de regeringstroepen, die enkele uren later eveneens werd ingenomen.

### 28 november
Op 28 november veroverde HTS verschillende dorpen, evenals een deel van de stad Saraqib. Hierdoor kwamen de Syrische oppositiegroepen in de directe omgeving van de M5, een strategisch gelegen snelweg die sinds 2020 onder controle stond van groepen gelieerd aan de Syrische overheid. Een halve dag later meldde HTS dat het de dorpen Kafr Basin, Arrnaz en Al-Zarba had ingenomen. Hiermee kwam een deel van de M5 richting Aleppo in handen van de oppositiegroep, waardoor de toegang tot de stad via deze route voor pro-regeringstroepen werd afgesneden.
Bronnen binnen de Turkse veiligheidsdienst zouden hebben verklaard dat Turkije de rebellen steunde in hun offensief, dat beschreven werd als een "operatie van beperkte omvang". Het doel van het offensief zou zijn om gebieden die in 2020 verloren waren gegaan te heroveren en een "de-escalatiezone" te creëren.
Russische troepen in de regio gaven intussen aan zich terug te trekken uit hun bases bij Tel Rifaat, Aleppo en Menagh.

### 29 november
Op 29 november bereikten Syrische oppositiegroepen de rand van de stad Aleppo en riepen zij burgers op de buurten aan de westrand van te stad te verlaten. Later die dag berichtte de nieuwszender Al Arabiya op het platform X dat rebellengroepen de buitenwijken aan de westkant van de stad bezet zouden hebben. Hierbij zouden volgens mediabronnen verschillende doden zijn gevallen.
Hoewel Rusland eerder had aangekondigd zijn troepen terug te trekken, meldden Syrische oppositiegroepen dat een droneteam met Russische militairen was uitgeschakeld. Daarnaast zouden enkele teamleden gevangen zijn genomen in een gebied ten westen van Aleppo.

### 30 november
Op 30 november maakte het Syrische regeringsleger bekend zich volledig uit de stad Aleppo terug te trekken om zich te hergroeperen. In de nasleep van deze terugtrekking namen Koerdische troepen verschillende strategische locaties in, waaronder enkele wijken van Aleppo en het stadscentrum. Ook bezetten ze het vliegveld van Aleppo en trokken ze steden en dorpen ten noorden van de stad binnen die inmiddels door regeringstroepen waren verlaten. Onder andere Tel Hafer, Tel Aaran en Tel Hasil zouden nu onder controle staan van groepen die gelieerd zijn aan de Koerdische SDF. Later op de dag zouden delen van Aleppo in handen vallen van HTS.

### 1 december
Op 1 december bevonden bijna alle delen van Aleppo, op enkele wijken na, zich onder controle van Syrische oppositiegroepen. Tegelijkertijd zetten zij hun offensief voort, waarbij ze naast de gebieden die eerder waren veroverd van de regeringstroepen, ook gebieden innamen die kort daarvoor nog in handen waren van Koerdische strijdkrachten, zoals Tel Rifaat en omliggende dorpen en steden. Deze veroveringen veroorzaakten grote vluchtelingenstromen.  Op dezelfde dag begonnen onderhandelingen tussen HTS en de SDF over de wijk Sheikh Maqsoud   in Aleppo, met als doel de evacuatie van Koerdische militairen en burgers naar de regio's Manbij en Raqqa.

### 2 december
De volledige bezetting van Aleppo betekende echter niet dat de rust was teruggekeerd in de stad. De Russische luchtmacht voerde meerdere luchtaanvallen uit, waarbij mogelijk elf slachtoffers vielen. Diezelfde dag slaagden de Syrische oppositiegroepen erin de luchthaven van Al-Nayrab te veroveren, waarbij ze tien vliegtuigen in hun bezit kregen.
Op 2 december publiceerde de SOHR een nieuwe lijst van slachtoffers als gevolg van het offensief. Volgens hun rapport waren er 446 doden gevallen in de eerste vijf dagen van de operatie, waaronder 244 rebellen, 141 Syrische militairen en 61 burgers.

### 3 december
Op 3 december kondigde de Syrische oppositie aan dat soldaten, politieagenten en andere veiligheidstroepen van de Syrische overheid binnen Aleppo om amnestie konden vragen. Het zwaartepunt van het offensief van de Syrische oppositietroepen verplaatste zich nu naar het zuiden: naar Hama.

### 8 december
Syrische oppositiegroepen, onder leiding van de rebellenbeweging Hayat Tahrir al-Sham, veroverden Damascus. President Assad vloog van de luchthaven van Damascus naar de Russische vliegbasis Khmeimim met een privévliegtuig met uitgeschakelde transponder en van daar met een Russisch militair vliegtuig naar Moskou, waar hij politiek asiel kreeg van president Vladimir Poetin. Syriërs over heel de wereld vieren uitgebreid de val van Assad.
De rebellen bevrijdden alle gedetineerden uit de beruchte militaire Sednayagevangenis op zo'n 30 kilometer van Damascus. Ze werden bijgestaan door de hulporganisatie Witte Helmen, die de dagen daarop bleven zoeken naar gevangenen in mogelijk verborgen gevangeniscellen.
Bewoners van Damascus plunderden het presidentieel paleis en residenties van de familie Assad.
Israël beoordeelde de rebellen als een potentiële bedreiging en stuurden als veiligheidsmaatregel tanks naar het grensgebied met Syrië. De tanks positioneerden zich op de Syrische zijde van de Hermonberg op de Golanhoogvlakte die ze sinds de Zesdaagse Oorlog in 1967 deels bezetten. Daarnaast voerde het Israëlisch leger luchtaanvallen uit op munitievoorraden en luchtverdedigingssystemen van het verslagen Syrisch leger in onder meer in Damascus, Homs, Tartus, Latakia en Palmyra, om het uit de handen van de rebellen te houden. Ook Libanon versterkten hun grenzen met Syrië door extra troepen te sturen. De Verenigde Staten startten met het bombarderen van stellingen van Islamitische Staat in Syrië, vanuit hun bases in Irak. De dagen daarop bleven de bombardementen van Israël en de VS voortduren.

### 9 december
De rebellen verleenden amnestie aan alle eenheden van het verslagen regeringsleger, behalve hoge leger- en veiligheidsofficieren. Ze startten een overgangsregering op die tot 1 maart 2025 moet aanblijven. De nieuwe regeringsleider Mohammed al-Bashir krijgt de opdracht deze regering te vormen.

### 10 december
Rusland trok alle troepen terug, maar onderhandelt om hun marinebasis Tartous en vliegbasis Khmeimim te blijven gebruiken.
Het Syrische Nationale Leger (SNA), een rebellengroep die steun krijgt van Turkije, veroverden na hevige gevechten van enkele weken met Koerdische strijders de stad Manbij in het noorden van Syrië. Islamitische Staat executeerde 54 gevluchte Syrische soldaten in de woestijn in de provincie Homs.
Israël vernietigde met een luchtaanval alle marineschepen van de Syrische strijdkrachten in de haven van Latakia. Tegelijk bombardeerde Turkije stellingen van de Koerdische milities SDF en YPG.

### 11 december
De rebellen rukten verder op naar het oosten van Syrië en veroverden er de stad Deir ez-Zor van de Koerdische militie SDF.
Medio december maakten zowel de Witte Helmen, VN-medewerkers en Human Rights Watch melding van massagraven verspreid over heel Syrië, waar honderdduizenden slachtoffers van het regime Assad begraven werden.